# Mistrzostwa Europy w Kajakarstwie 1969
9. Mistrzostwa Europy w kajakarstwie odbyły się w dniach 13–17 sierpnia 1969 w Moskwie.
Rozegrano 13 konkurencji męskich i 3 kobiece. Mężczyźni startowali w kanadyjkach jedynkach (C-1) i dwójkach (C-2) oraz w kajakach jedynkach (K-1), dwójkach (K-2) i czwórkach (K-4), zaś kobiety w kajakach jedynkach i dwójkach.   Liczba i rodzaj konkurencji nie zmieniły się od poprzednich mistrzostw.
Pierwsze miejsce w klasyfikacji medalowej wywalczyli reprezentanci Związku Radzieckiego.
Międzynarodowa Federacja Kajakowa podjęła decyzję o zlikwidowaniu mistrzostw Europy i rozgrywaniu mistrzostw świata corocznie z wyjątkiem lat olimpijskich. Mistrzostwa Europy zostały przywrócone dopiero w 1997.

## Medaliści

### Mężczyźni

#### Kanadyjki
| Konkurencja: | Złoto:                                       | Rezultat | Srebro:                                       | Rezultat | Brąz:                                    | Rezultat |
| C-1 1000 m   | Tamás Wichmann                               | 4:23,80  | Nikołąj Fiedułow                              | 4:24,25  | Tibor Tatai                              | 4:25,51  |
| C-1 10 000 m | Tamás Wichmann                               | 50:10,6  | Gyula Petrikovics                             | 50:12,6  | Afanasie Butelchin                       | 50:36,4  |
| C-2 1000 m   | Rumunia · Ivan Patzaichin · Serghei Covaliov | 3:57,30  | Rumunia · Constantin Manea · Vicol Calabiciov | 3:59,02  | ZSRR · Wałerij Drybas · Wasilij Kalagin  | 4:00,62  |
| C-2 10 000 m | Węgry · István Cserha · László Hingt         | 45:46,8  | ZSRR · Naum Prokupiec · Michaił Zamotin       | 46:13,0  | Szwecja · Bernt Lindelöf · Erik Zeidlitz | 46:49,2  |

#### Kajaki
| Konkurencja:  | Złoto:                                                                              | Rezultat | Srebro:                                                                 | Rezultat | Brąz:                                                                             | Rezultat |
| K-1 500 m     | Anatolij Tiszczenko                                                                 | 1:53,57  | Aurel Vernescu                                                          | 1:55,19  | Anatolij Kaptur                                                                   | 1:55,45  |
| K-1 1000 m    | Ołeksandr Szaparenko                                                                | 4:02,47  | Anatolij Tiszczenko                                                     | 4:03,00  | Lars Andersson                                                                    | 4:04,79  |
| K-1 10 000 m  | Wiktor Cariow                                                                       | 44:37,8  | Erik Hansen                                                             | 44:59,2  | Kostantin Kostienko                                                               | 45:08,6  |
| K-1 4 × 500 m | ZSRR · Anatolij Kaptur · Walerij Bogatow · Anatolij Siedaszew · Anatolij Tiszczenko | 7:37,20  | Rumunia · Aurel Vernescu · Ion Jacob · Eugen Botez · Mihai Zafiu        | 7:40,65  | Węgry · Csaba Giczy · Mihály Hesz · István Csizmadia · Imre Szöllősi              | 7:41,91  |
| K-2 500 m     | Rumunia · Aurel Vernescu · Atanasie Sciotnic                                        | 1:41,45  | ZSRR · Heorhij Kariuchin · Władimir Obrazcow                            | 1:42,84  | Holandia · Paul Hoekstra · Jan Wittenberg                                         | 1:43,39  |
| K-2 1000 m    | ZSRR · Ołeksandr Szaparenko · Wołodymyr Morozow                                     | 3:38,80  | Szwecja · Lars Andersson · Gunnar Utterberg                             | 3:39,47  | Węgry · Csaba Giczy · István Tímár                                                | 3:40,00  |
| K-2 10 000 m  | Węgry · Csaba Giczy · István Tímár                                                  | 41:32,2  | Norwegia · Egil Søby · Jan Johansen                                     | 41:37,6  | Rumunia · Stefan Pocora · Vasile Simiocenco                                       | 41:48,0  |
| K-4 1000 m    | NRD · Klaus-Uwe Will · Eduard Augustin · Joachim Mattern · Klaus-Peter Ebeling      | 3:12,03  | Rumunia · Atanasie Sciotnic · Ion Jacob · Dimitrie Ivanov · Roco Ruzhan | 3:13,22  | ZSRR · Nikołaj Czużykow · Anatolij Griszyn · Dmitrij Matwiejew · Walerij Didienko | 3:13,33  |
| K-4 10 000 m  | Norwegia · Egil Søby · Jan Johansen · Steinar Amundsen · Tore Berger                | 36:39,5  | Węgry · György Czink · Vilmos Nagy · György Mészáros · László Fábián    | 36:48,9  | Szwecja · Åke Sandin · Willy Tesch · Hans Nilsson · Ingvar Andersson              | 36:48,9  |

### Kobiety

#### Kajaki
| Konkurencja: | Złoto:                                                                   | Rezultat | Srebro:                                                                   | Rezultat | Brąz:                                                                            | Rezultat |
| K-1 500 m    | Tamara Szymanska                                                         | 2:09,45  | Renate Breuer                                                             | 2:11,82  | Anna Pfeffer                                                                     | 2:12,10  |
| K-2 500 m    | ZSRR · Ludmiła Lauszko · Tamara Szymanska                                | 1:56,52  | Węgry · Anna Pfeffer · Katalin Hollósy                                    | 1:58,81  | RFN · Annemarie Zimmermann · Roswitha Esser                                      | 1:59,37  |
| K-4 500 m    | ZSRR · Ludmiła Lauszko · Tamara Szymanska · Natalja Bojko · Ninel Wakuła | 1:46,70  | RFN · Annemarie Zimmermann · Roswitha Esser · Renate Breuer · Elke Felten | 1:47,56  | ZSRR · Galina Kirjanowa · Tatjana Malarenko · Luba Bieriesniewa · Marija Iwanowa | 1:49,18  |

## Klasyfikacja medalowa
| Miejsce | Państwo  | Złoto | Srebro | Brąz | Razem |
| ------- | -------- | ----- | ------ | ---- | ----- |
| 1       | ZSRR     | 8     | 4      | 5    | 17    |
| 2       | Węgry    | 4     | 3      | 4    | 11    |
| 3       | Rumunia  | 2     | 4      | 2    | 8     |
| 4       | Norwegia | 1     | 1      | 0    | 2     |
| 5       | NRD      | 1     | 0      | 0    | 1     |
| 6       | RFN      | 0     | 2      | 1    | 3     |
| 7       | Szwecja  | 0     | 1      | 3    | 4     |
| 8       | Dania    | 0     | 1      | 0    | 1     |
| 9       | Holandia | 0     | 0      | 1    | 1     |
|         | Razem    | 16    | 16     | 16   | 48    |